# POCOPHONE F1
POCOPHONE F1 (також відомий як POCO F1 в Індії) — смартфон індійського суббренду POCO, що належить китайській компанії Xiaomi. Позиціонувався як смартфон з флагманськими характеристиками за невисоку ціну (так званий «вбивця флагманів»). Був представлений 22 серпня 2018 року.

## Дизайн
Екран виконаний зі скла Corning Gorilla Glass, а корпус — з пластику, шо нетипово, коли більшість флагманів в той час мали корпус алюмінію або задню панель зі скла.
Знизу знаходяться роз'єм USB-C, динамік та стилізований під динамік мікрофон, а зверху — 3,5 мм аудіороз'єм та другий мікрофон. Зліва розташований гібридний слот під 2 SIM-картки або 1 SIM-картку і карту пам'яті формату microSD до 256 ГБ, а справа — гойдалка регулювання гучності та кнопка блокування. Сканер відбитків пальців розміщений на задній панелі.
В Україні POCOPHONE F1 продавався у кольорах Graphite Black (чорний) та Steel Blue (синій). Також смартфон існував у кольорах Rosso Red (червоний) та Armored Edition with Kevlar (задня панель з вуглеволокна).

## Технічні характеристики

### Платформа
Смартфон отримав процесор Qualcomm Snapdragon 845 з графічним процесором Adreno 630.

### Батарея
Батарея отримала об'єм 4000 мА·год та підтримку швидкої 18-ватної зарядки Quick Charge 3.0.

### Камера
POCOPHONE F1 отримав основну подвійну камеру з головним об'єктивом на 12 Мпз з діафрагмою f/1.9 і фазовим автофокусом та сенсором глибини на 5 Мп з діафрагмою f/2.0 (сенсор глибини). Також смартфон отримав ширококутну фронтальну камеру на 20 Мп з діафрагмою f/2.0. Основна камера вміє записувати відео в роздільній здатності 4K@60fps, а передня — 1080p@30fps. Крім цього, в пристрої присутня технологія розпізнавання лиця за допомогою інфрачервоних датчиків.

### Екран
POCOPHONE F1 має 6,18-дюймовий екран типу IPS LCD з роздільною здатністю Full HD+ (2246 × 1080), співвідношенням сторін 18,7:9 та вирізом під розмовний динамік, передню камеру, сенсор наближення та інфрачервоні датчики для розпізнавання обличчя.

### Пам'ять
Смартфон продавався в конфігураціях 6/64, 6/128 та 8/256 ГБ.

### Програмне забезпечення
POCOPHONE F1 був випущений на Android 8.1 Oreo зі спеціальною версією MIUI 9 під назвою «MIUI для POCO». Особливістю цієї версії стала спеціальна тема оформлення та робочий стіл POCO Launcher, що замінює стандартний робочий стіл MIUI. Його особливістю стали меню програм з категоріями і рядком пошуку програм, що розміщений знизу та підтримка шорткатів які викликаються при довгому затриманні пальця на іконці. Ці можливості з'явилися за рік до того, як вони з'явились у стандартному робочому столі. POCOPHONE F1 був пізніше оновлений до MIUI 12 для POCO на базі Android 10.

## Проблеми з дисплеями
У деяких моделях смартфону був присутній брак дисплею, при якому на дисплеї були присутні засвіти по його краях, які були найбільш помітними при використанні темної теми, або при відображенні чистого червоного, синього або зеленого кольору. Компанія Xiaomi не дала коментарів по цій проблемі.

## Галерея

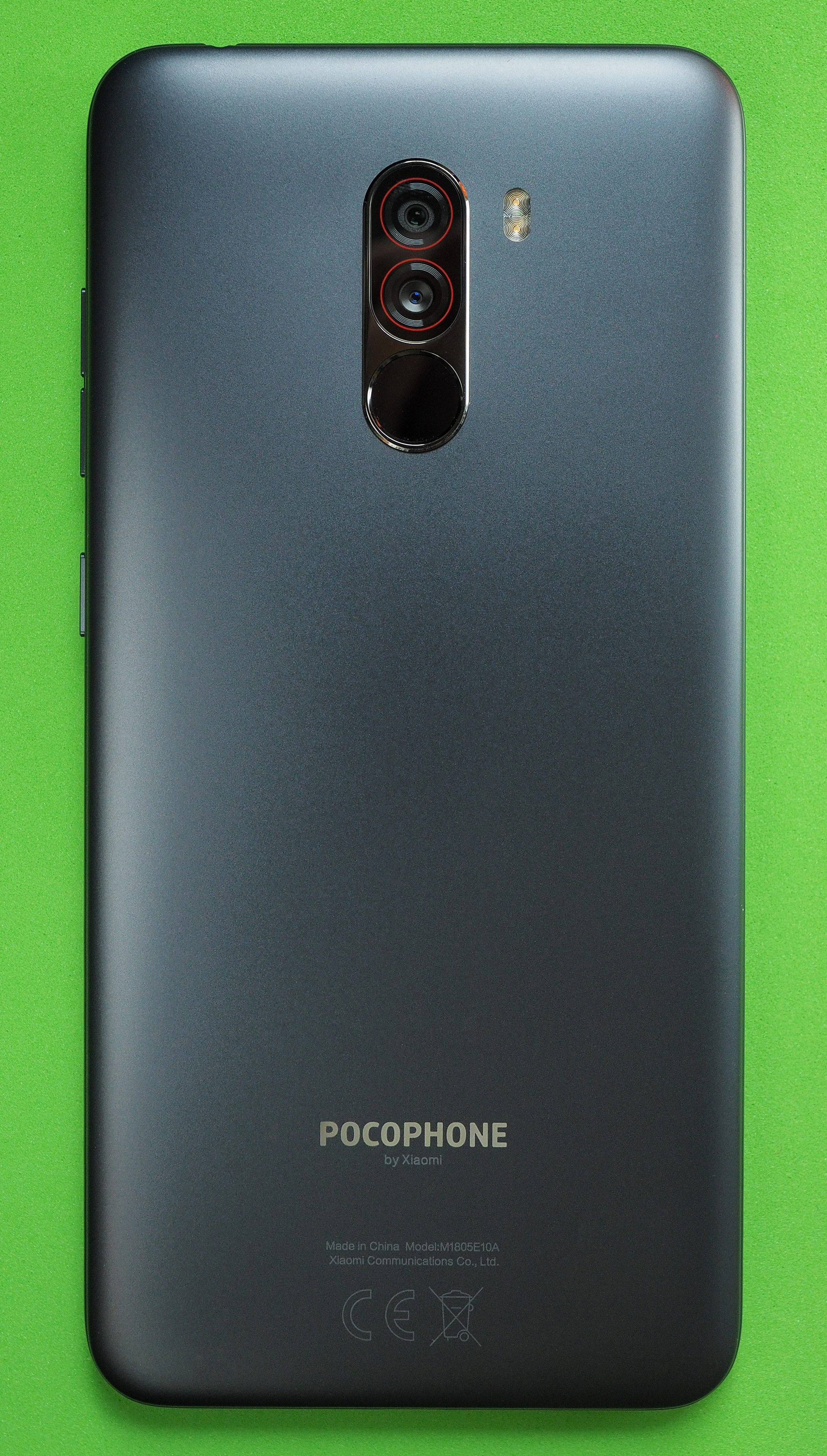
Задня панель
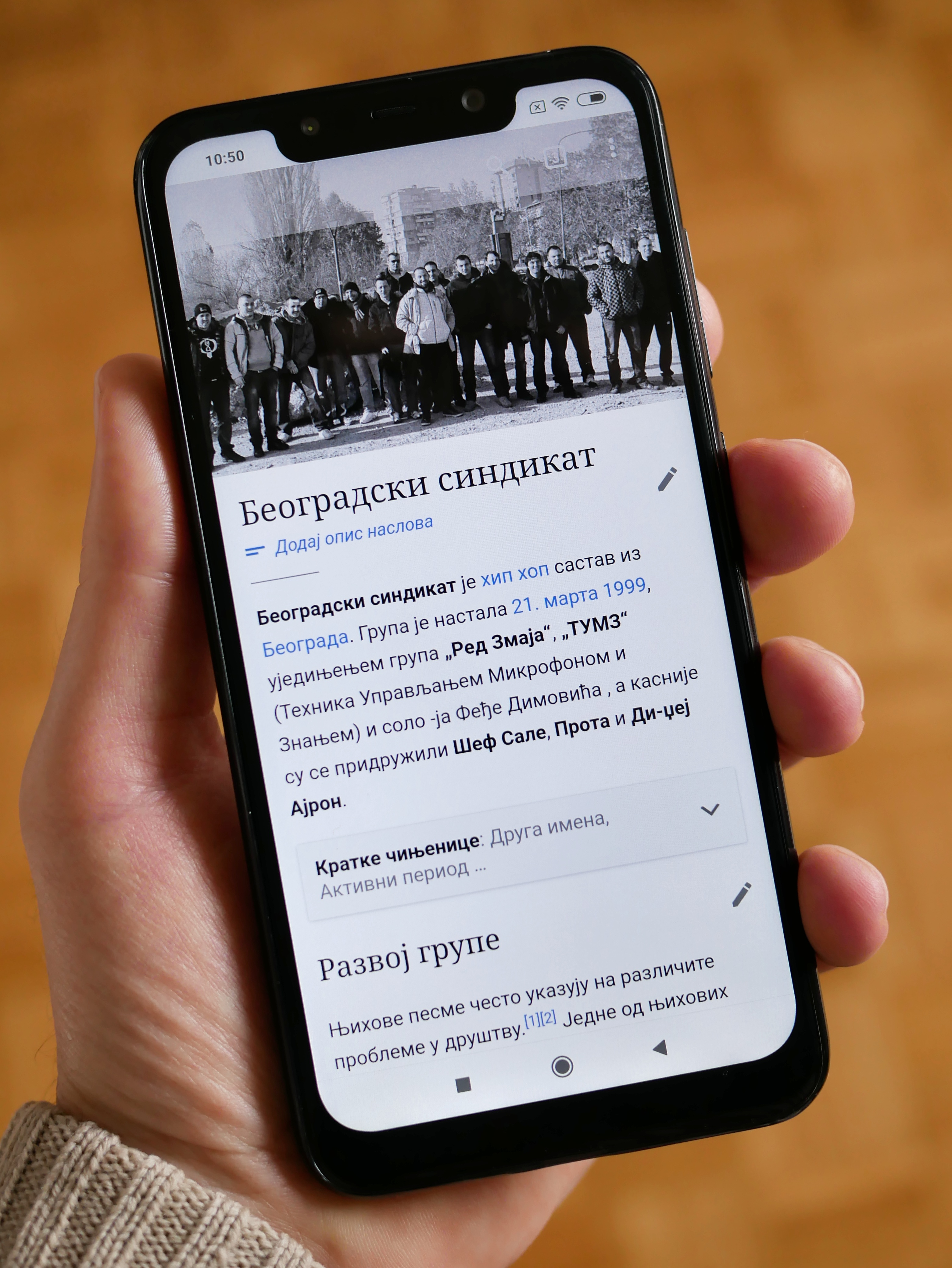
Вигляд спереду
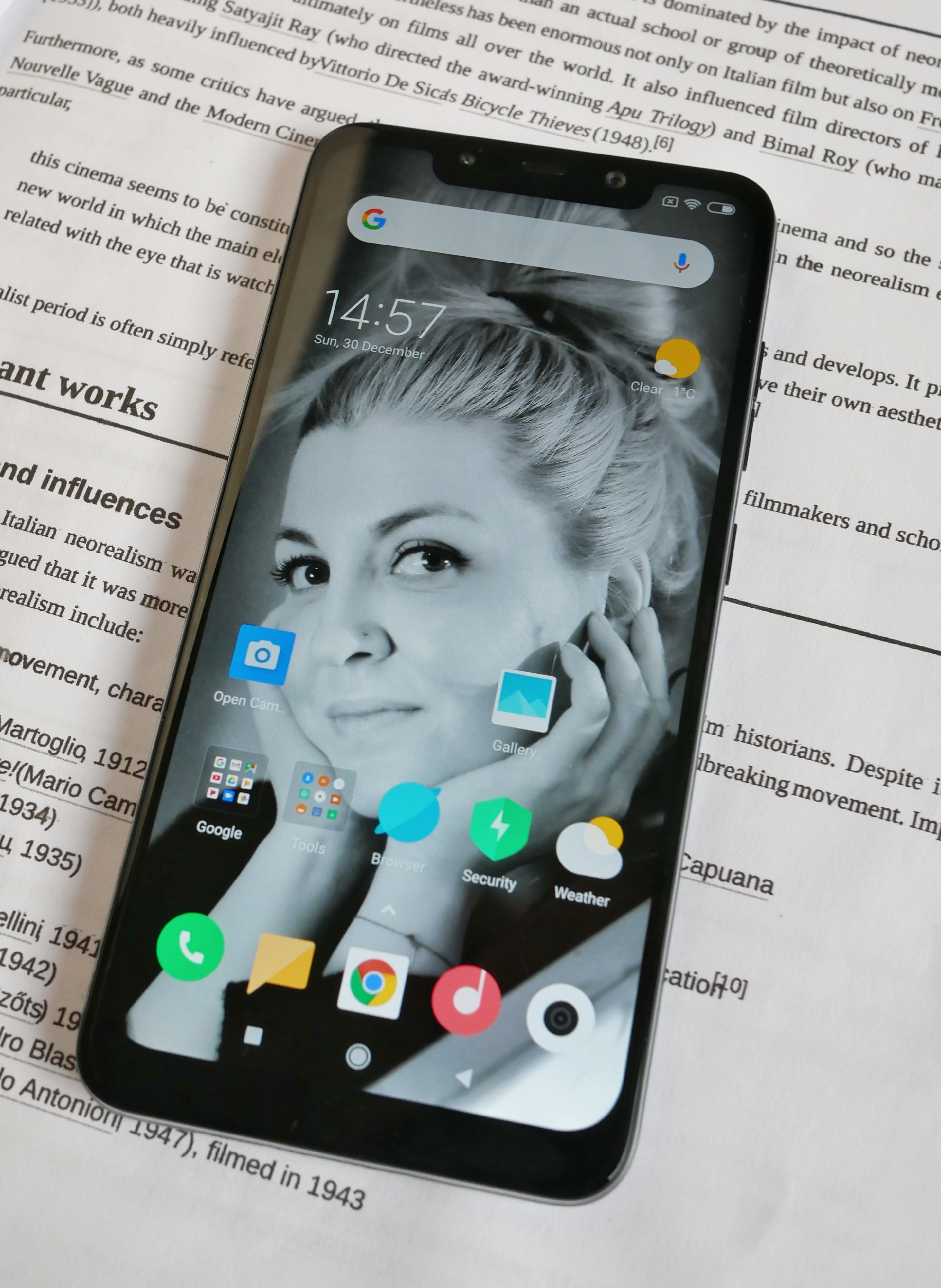
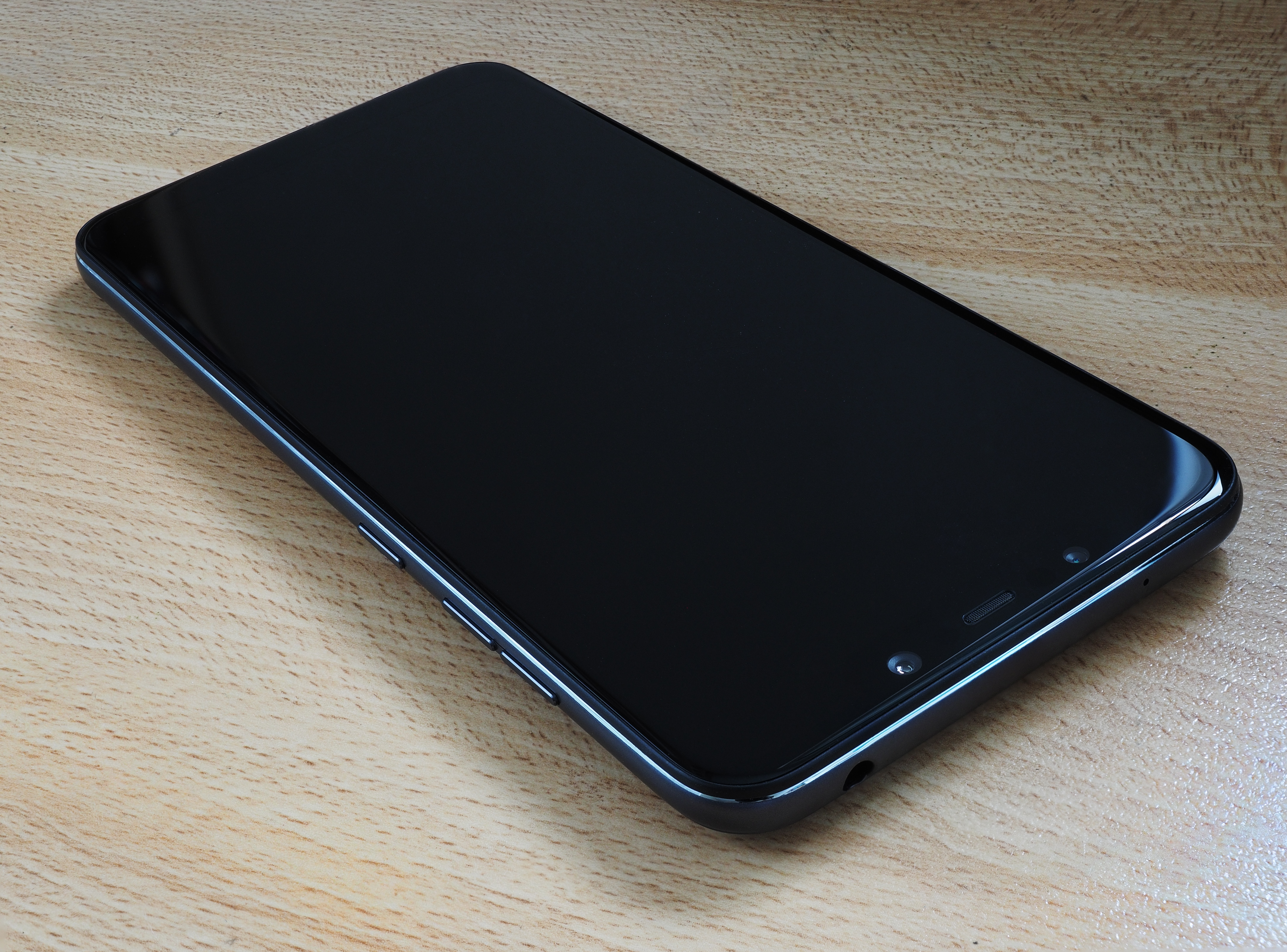